# Fundația pentru o Societate Deschisă
Fundația pentru o Societate Deschisă (Open Society Institute în engleză) a fost o organizație care proclama că are țelul de a promova guvernare democratică, drepturile omului și reformă legală și socială. Organizația, creată în 1993 de George Soros, avea ca sferă de interes Europa Centrală și de Est, oferind finanțare pentru o serie de programe care susțin statul de drept, învățământul, sănătatea publică, lupta împotriva corupției și presa independentă.
Din august 2010, a început să utilizeze denumirea Fundația pentru o Societate Deschisă. OSF are reprezentanțe în peste 30 de țări. De la fondarea sa în 1993, OSF a raportat cheltuieli de peste 11 miliarde de dolari, dintre care 827 de milioane de dolari în 2014.
Conform informației publicate pe site-ul fundatia.ro (redirectat de la soros.ro), fundația nu mai activează în România și a fost radiată din registrul asociațiilor și fundațiilor în data de 27.07.2017.